# 平野公崇
平野 公崇（ひらの まさたか 1970年-）は、日本のサクソフォーン奏者。神奈川県出身。好きな音楽はCoups de Vents。

## 来歴
1970年神奈川県生まれ。1988年神奈川県立厚木高等学校卒業後、東京藝術大学入学。在学中、第7回日本管打楽器コンクールで第１位。卒業後パリ国立高等音楽院に入学、在学中にジャン＝マリー・ロンデックス国際コンクールで日本人サクソフォニスト初の優勝者となり、フランス国立ボルドー・アキテーヌ管弦楽団の定期演奏会に出演。
2000年、現代作品と即興演奏だけで構成されたアルバム「ミレニアム」で、平野は日本国内CDデビューを果たした。以後、平野は全国各地のオーケストラや山下洋輔、塩谷哲、アキコ・グレースら多くのジャズメンと共演、海外各地の音楽祭でコンサートを行っている。
また平野は、日本管打楽器コンクール、大阪国際室内楽コンクール、全日本吹奏楽コンクール等の審査員を務めるとともに、東京藝術大学、洗足学園音楽大学、東邦音楽大学、エリザベト音楽大学で現在後進の指導にあたっている。

### 主なテレビ出演
- 日本テレビ「深夜の音楽会」（オープニングテーマ曲「７つの絵～有元利夫に捧ぐ」を作曲）。
- テレビ朝日「題名のない音楽会」。
- NHK BSプレミアム「クラシック倶楽部」他[3]。